# Meineckia orientalis
Meineckia orientalis là một loài thực vật có hoa trong họ Diệp hạ châu. Loài này được (Leandri) G.L.Webster mô tả khoa học đầu tiên năm 1965.